# لیک سن مارکوس (کالیفرنیا)
لیک سن مارکوس (به انگلیسی: Lake San Marcos) یک منطقهٔ مسکونی در ایالات متحده آمریکا است که در شهرستان سن دیگو، کالیفرنیا واقع شده‌است. لیک سن مارکوس ۴٫۶۷۹ کیلومتر مربع مساحت و ۴٬۴۳۷ نفر جمعیت دارد و ۱۶۰ متر بالاتر از سطح دریا واقع شده‌است.